# Park Ji-eun (Sportfunktionärin)
Park Ji-eun ist eine südkoreanische Sportfunktionärin. Seit 2018 ist sie Regionale Vizepräsidentin Asien der Fédération Internationale de Luge.

## Leben
Seit 2016 ist Park Ji-eun Exekutivmitglied des Koreanischen Olympischen Komitees und Vizepräsidentin der Taegu Science University. Zudem wurde sie 2016 Nachfolgerin von Chung Jae-ho als Präsidentin des koreanischen Rennrodelverbandes. Von 2016 bis 2018 fungierte sie als Exekutivmitglied des Organisationskomitees für die Olympischen Winterspiele 2018 in Pyeongchang sowie als stellvertretende Leiterin des koreanischen olympisches Hauses bei den Winterspielen. Beim 66. Jahreskongress der Fédération Internationale de Luge wurde sie zur regionalen Vizepräsidentin für Asien des Rennrodelweltverbandes gewählt, auch hier folgte sie – wie schon auf der Position des Präsidentin des koreanischen Rennrodelverbandes – auf Chung Jae-ho. 2019 wurde sie vom südkoreanischen Premierminister Lee Nak-yon zur Sportverwalterin ernannt.